# Laides longibarbis
Laides longibarbis és una espècie de peix de la família dels esquilbèids i de l'ordre dels siluriformes.

## Morfologia
- Els mascles poden assolir 14,2 cm de longitud total.
- Nombre de vèrtebres: 44-46.[3][4]

## Alimentació
Menja peixos i zooplàncton.

## Reproducció
És ovípar i els ous no són protegits pels pares.

## Hàbitat
És un peix d'aigua dolça i de clima tropical.

## Distribució geogràfica
Es troba a Àsia: conques dels rius Mekong, Chao Phraya i Meklong.